# Hôtel de Beaune
Pour les articles homonymes, voir Beaune (homonymie).
L'hôtel de Beaune est un hôtel particulier situé à Paris en France.

## Localisation
Il est situé aux 7 rue du Regard et 70 boulevard Raspail, dans le 6e arrondissement de Paris.

## Histoire
Avec l'hôtel de Rothembourg voisin, l'hôtel de Beaune fait partie d'une série d'immeubles de rapport construits vers 1728 par les Carmes, sur un terrain proche de leur couvent.
Dans les années précédant la Révolution, il est loué par les Carmes à Mgr Ferdinand de Rohan Guéméné, alors archevêque de Cambrai.
Saisi comme bien national, l'hôtel reste quelques années en possession de l'État.
L'écrivain François-René de Chateaubriand y résida de 1825 à 1826, puis le maréchal Claude-Victor Perrin de 1830 à 1841. Le sculpteur Maximilien Constant Delafontaine, fils du peintre Pierre-Maximilien Delafontaine, y décède en 1867.
Comme l'hôtel de Rothembourg, l'hôtel de Beaune perd son jardin vers 1908, au percement du boulevard Raspail.
Ce bâtiment fait l’objet d’une inscription au titre des monuments historiques depuis le 16 mars 1926.

## Galerie

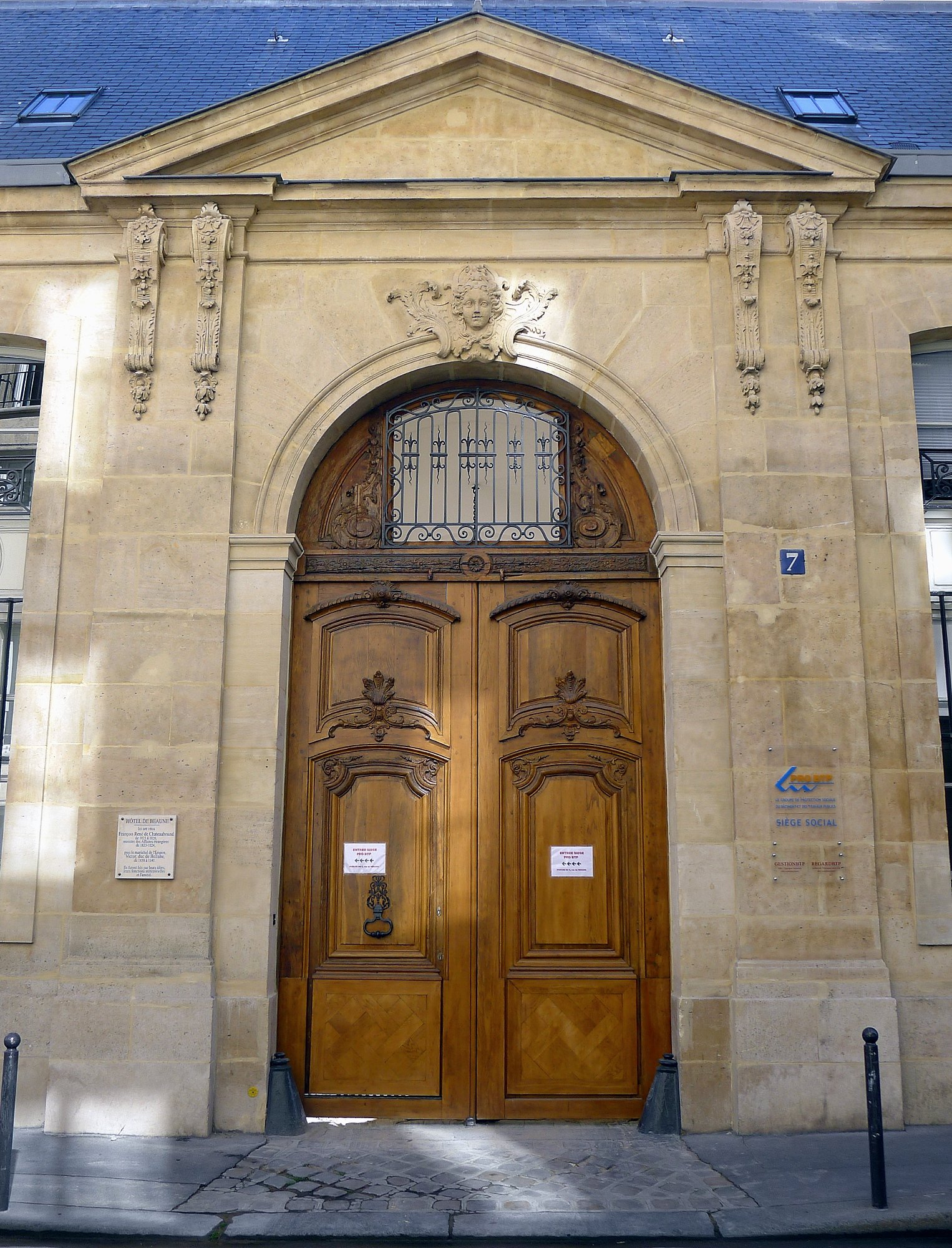
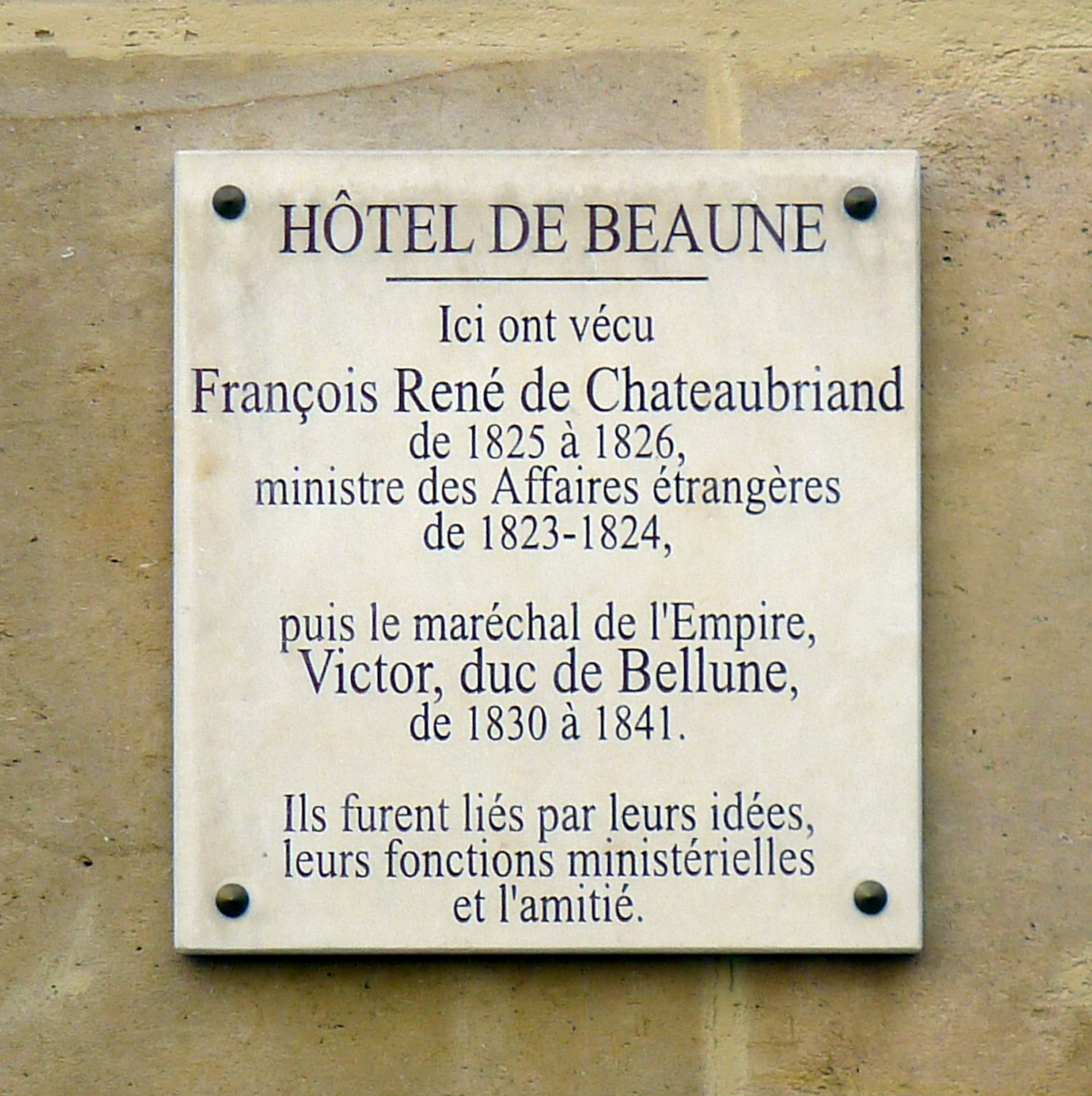
Plaque commémorative.
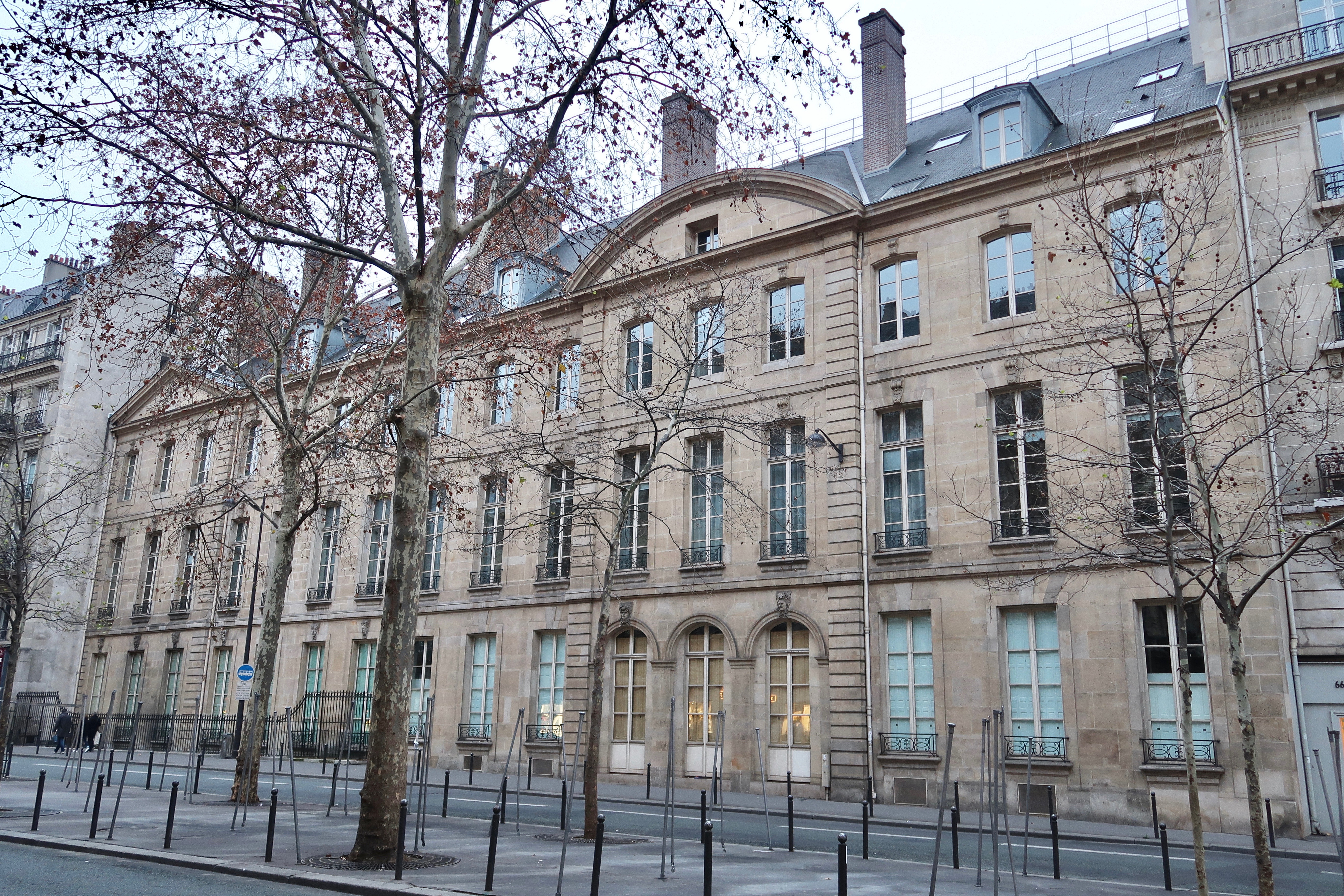
Facade sur le boulevard Raspail.